# Leeds (Alabama)
Leeds é uma cidade localizada no estado americano do Alabama, no Condado de Jefferson e Condado de Shelby e Condado de St. Clair.

## Demografia
Segundo o censo americano de 2000, a sua população era de 10.455 habitantes.
Em 2006, foi estimada uma população de 11.092, um aumento de 637 (6.1%).

## Geografia
De acordo com o United States Census Bureau, a localidade tem uma área de 58,3 km², dos quais 57,9 km² cobertos por terra e 0,4 km² cobertos por água. Leeds localiza-se a aproximadamente 213 m acima do nível do mar.

## Localidades na vizinhança
O diagrama seguinte representa as localidades num raio de 16 km ao redor de Leeds.